# Репище (Антроповский район)
Репище — упразднённая деревня в Антроповском районе Костромской области России.

## География
Урочище находится в центральной части Костромской области, в подзоне южной тайги, к северу от реки Еги, на расстоянии приблизительно 14 километров (по прямой) к северу от посёлка Антропово, административного центра района. Абсолютная высота — 186 метров над уровнем моря.

### Климат
Климат характеризуется как умеренно континентальный, с продолжительной холодной многоснежной зимой и коротким сравнительно тёплым летом. Среднегодовая температура воздуха — 2,5 °C. Средняя температура воздуха самого холодного месяца (января) — −12,6 °C (абсолютный минимум — −38 °C); самого тёплого месяца (июля) — 18,2 °C (абсолютный максимум — 36 °С). Годовое количество атмосферных осадков — 500—550 мм, из которых большая часть выпадает в тёплый период.

## История
В «Списке населенных мест Костромской губернии по сведениям 1870-72 годов» населённый пункт упомянут как деревня Чухломского уезда, расположенная при прудах, в 31 версте от уездного города. Насчитывалось 12 дворов и проживало 70 человек (32 мужчины и 38 женщин).
В 1907 году в деревне, относящейся к Бушневской волости, имелось 16 дворов и проживало 58 человек.